# رادیتیتسه (ناحیه پریبرام)
رادیتیتسه (به چکی: Radětice) یک منطقهٔ مسکونی در جمهوری چک است که در ناحیه پریبرام واقع شده‌است.